# Дюрнер, Иоганнес
Рупрехт Иоганнес Юлиус Дюрнер (нем. Ruprecht Johannes Julius Dürrner; 15 июля 1810, Ансбах — 10 июня 1859, Эдинбург) — немецкий композитор.
Сын гобоиста из военного оркестра. С 1827 г. учился в учительской семинарии в городе Альтдорф-бай-Нюрнберг, уже здесь зарекомендовал себя как скрипач и кларнетист. Затем в 1829—1830 гг. учился музыке у нюрнбергского музикдиректора Эрнста Блюмрёдера (1776—1858), в 1830—1831 гг. продолжил музыкальное образование в Дессау у Фридриха Шнайдера. В 1831—1842 гг. музикдиректор и руководитель хоровых коллективов в своём родном городе. В 1843 г. получил годовой отпуск и отправился в Лейпциг для дальнейшего профессионального образования, изучал композицию и гармонию под руководством Феликса Мендельсона и Морица Гауптмана. В 1844 г. по приглашению своего лейпцигского соученика, шотландского органиста Дэвида Гамильтона (1803—1863), перебрался в Эдинбург, где до конца жизни работал как хоровой дирижёр и музыкальный педагог. Александр Маккензи вспоминал о Дюрнере как о постоянном участнике кружка музыкантов, собиравшемся в их доме в годы его детства.
Дюрнеру принадлежит значительное количество песен и хоров, написанных преимущественно уже в Шотландии. Часть из них создана на английский текст, другая часть на немецкий, сочинения Дюрнера исполнялись и публиковались как в Германии, так и в Великобритании. Собрание его мужских хоров выпустил в 1890 г. в Лейпциге Рихард Мюллер.